# Steven Brand
Steven Brand (ur. 26 czerwca 1969 w Dundee, w Szkocji) – szkocko-amerykański aktor telewizyjny, teatralny i filmowy.

## Życiorys

### Wczesne lata
Urodził się w Dundee, w Szkocji. Dorastał w Afryce Wschodniej i dziewięć lat spędził w Kenii, Ugandzie i Tanzanii. Pracował w teatrze w Londynie i Los Angeles.

### Kariera
Pierwszą pracę w przemyśle filmowym i telewizyjnym otrzymał w 1993 obok Catherine Zeta-Jones w popularnym brytyjskim serialu telewizyjnym Śliczne pąki maja (The Darling Buds of May). Później dołączył do obsady serialu Na sygnale (Casualty, 1994-95) jako Adam Cooke. Zagrał postać Chrisa Rawlingsa w serialu Lekarze (Doctors, 2000-2001).
Przełomem była drugoplanowa rola Memnona, złego gubernatora wojskowego i nemezisa Mathayusa (zagranego przez The Rocka), w filmie Król Skorpion (The Scorpion King, 2002).

## Wybrana filmografia

### Filmy fabularne
- 2002: Król Skorpion (The Scorpion King) jako Memnon
- 2003: Z dziennika Ellen Rimbauer: Czerwona Róża (The Diary of Ellen Rimbauer, TV) jako John Rimbauer
- 2003: Tajemnicza kobieta (Mystery Woman, TV) jako Elliot
- 2005: McBride: Potrójne morderstwo (McBride: The Chameleon Murder, TV) jako Hanson Collier
- 2005: Pociąg widmo (Alien Express, TV) jako Paul Fitzpatrick
- 2008: XII jako Agent Naughton
- 2008: Gra zmysłów (The Human Contract) jako Boyd
- 2010: Atak dinozaurów (Triassic Attack, TV) jako Jake Roundtree
- 2014: Echoes jako Paul Wagner

### Seriale TV
- 1994-95: Na sygnale (Casualty) jako Adam Cooke
- 1999: Miłość w XXI wieku (Love in the 21st Century) jako Peter
- 2001: Fenomen żonatego faceta (The Mind of the Married Man) jako Andrew
- 2001-2002: Hellsing jako Paladin Alexander Andersong / Dr Trevellian / Sir Richard Hellsing (głos)
- 2004: CSI: Kryminalne zagadki Las Vegas jako Dr Malaga
- 2005: Agenci NCIS (NCIS) jako Ian Alfred ‘Bulldog’ Hitch
- 2006-2008: Hellsing Ultimate jako Alexander Anderson
- 2007: Nocni łowcy (Treasure Raiders) jako Michael Nazzaro
- 2009: Kochanki (Mistresses) jako Jack Hudson
- 2009: 90210 jako Jason Epstein
- 2009: CSI: Kryminalne zagadki Miami jako Patrick Garrety
- 2010: Agenci NCIS: Los Angeles jako Jon Craig
- 2011: Hellsing Ultimate jako Alexander Anderson
- 2012: Miasto cudów (Magic City) jako Cliff Wells
- 2012: Castle jako Trevor Haynes
- 2015: Podejrzany (Secrets & Lies) jako Dr Joseph Richardson